# 상계 (법률)
상계(相計)는 채무자가 그 채권자에 대해 동종의 채권을 가지는 때에 그 채권과 채무를 대등액에서 소멸시키는 의사표시를 말한다. 상계를 주장하는 자의 채권을 자동채권(自動債權), 그 상대방의 채권을 수동채권(受動債權)이라고 하며 상계는 당사자 사이에 서로 대립하는 각각의 채권에 관하여 별개·독립으로 급부하는 것이 아니고, 그 대등액에서 채권·채무를 소멸시킨다. 상계는 당사자 사이의 법률관계를 간이하게 결제시키며, 그 채권자가 다른 채권자보다 먼저 변제를 받는 것과 같은 결과를 생기게 하기 때문에 담보적 작용을 하게 된다. 상계는 당사자의 일방적인 의사표시(단독행위)에 의하여 이루어진다. 하지만 당사자 사이에 서로 대립하여 존재하는 각각의 채권을 대등액에서 소멸시키는 상계계약(유상계약)도 할 수 있다.

## 상계의 요건

### 양 채권이 변제기에 있을 것
대한민국 민법 제492조 제1항 본문 후단에 규정하고 있다. 자동채권은 반드시 변제기에 있어야 한다. 왜냐하면 자동채권의 변제기가 도래하지 않았음에도 불구하고 상계를 인정한다면 상대방은 기한의 이익을 상실하게 되기 때문이다. 그러나 수동채권은 변제기 도래전이라 하더라도 상계될 수 있다. 왜냐하면 상계자는 기한의 이익을 포기할 수 있기 때문이다. (대한민국 민법 제153조 제2항 본문, 대법원 1979.6.12. 79다662) 압류명령을 받은 제3채무자가 압류채무자에 대한 반대채권을 가지고 있는 경우에 상계로써 압류채권자에 대항하기 위하여는 압류의 효력발생당시 양 채권이 상계적상에 있거나, 반대채권이 압류당시 변제기에 달하지 아니한 경우에는 압류채권인 수동채권의 변제기와 동시에 또는 보다 먼저 변제기에 도달하는 경우이어야 한다. (대법원 1982.6.22. 82다카200)

## 상계의 금지

### 압류된 채권(지급금지의 채권)
지급을 금지하는 명령을 받은 제3채무자는 "그 후에" 취득한 채권에 의한 상계로 그 명령을 신청한 채권자에게 대항하지 못한다.(대한민국 민법 제498조)

#### 자동채권에 동시이행의 항변권이 있는 경우
자동채권은 지급금지명령 전에 발생하여야 하지만 변제기는 지급금지명령 전에 도래할 필요는 없으며, 지급금지명령 후에 지급금지명령을 받은 수동채권의 변제기와 동시이거나 먼저 도래하면 제498조는 적용되지 아니하고 상계로써 지급금지명령을 신청한 채권자에게 대항할 수 있다.
제3채무자의 압류채무자에 대한 자동채권이 수동채권인 피압류채권과 동시이행의 관계에 있는 경우에는, 압류명령이 제3채무자에게 송달되어 압류의 효력이 생긴 후에 자동채권이 발생하였다고 하더라도 제3채무자는 동시이행의 항변권을 주장할 수 있고 따라서 그 채권에 의한 상계로 압류채권자에게 대항할 수 있는 것으로서, 이 경우에 자동채권이 발생한 기초가 되는 원인은 수동채권이 압류되기 전에 이미 성립하여 존재하고 있었던 것이므로, 그 자동채권은 민법 제498조 소정의 "지급을 금지하는 명령을 받은 제3채무자가 그 후에 취득한 채권"에 해당하지 않는다고 봄이 상당하다.— 대법원 1993.9.28. 선고 92다55794 판결

### 채무가 고의의 불법행위로 인한 것인 때
채무가 고의의 불법행위로 인한 것인 때에는, 그 채무자는 상계로 채권자에게 대항하지 못한다. 민법 제496조는 고의의 불법행위로 인한 손해배상채권에 대하여 상계를 금지하고 있는바, 부당이득의 원인이 고의의 불법행위에 기인함으로써 불법행위로 인한 손해배상채권과 부당이득반환채권이 모두 성립하여 양 채권이 경합하는 경우 피해자가 부당이득반환채권만을 행사하고 불법행위로 인한 손해배상채권을 청구하지 아니한 때에도, 그 청구의 실질적 이유, 즉 부당이득의 원인이 고의의 불법행위였다는 점은 불법행위로 인한 손해배상채권을 청구하는 경우와 다를 바 없다 할 것이어서, 고의의 불법행위에 의한 손해배상채권은 현실적으로 만족을 받아야 한다는 상계금지의 취지는 이러한 경우에도 타당하므로 민법 제496조를 유추적용함이 상당하다.

### 부진정연대채무에서 1인의 채무자가 한 상계의 효력
부진정연대채무자 중 1인이 상계를 한 경우에도 채권은 현실적으로 만족을 얻어 그 목적을 달성하는 것이므로, 상계로 인한 채무소멸의 효력은 소멸한 채무 전액에 관하여 다른 부진정연대채무자에 대하여도 미친다

### 채권가압류명령을 받은 제3채무자의 상계가부
채권가압류명령을 받은 제3채무자는 그 후에 취득한 채권에 의한 상계로 그 가압류채권자에게 대항하지 못하지만 수동채권이 가압류될 당시 자동채권과 수동채권이 상계적상에 있거나 자동채권의 변제기가 수동채권의 그것과 동시 또는 그보다 먼저 도래하는 경우에는 제3채무자는 자동채권에 의한 상계로 가압류채권자에게 대항할 수 있다

### 전부채권자에 대한 상계항변
수동채권이 전부된 후에는 자동채권자는 전부채권자에 대하여 상계항변을 할 수 있다